# Municipio de Blowers
El municipio de Blowers (en inglés, Blowers Township) es un municipio del condado de Otter Tail, Minnesota, Estados Unidos. Tiene una población estimada, a mediados de 2022, de 355 habitantes.

## Geografía
Está ubicado en las coordenadas 46°34′45″N 95°13′28″O / 46.57917, -95.22444 (46.579298, -95.224442). Según la Oficina del Censo, tiene una superficie total de 92.2 km², de los cuales 92.1 km² corresponden a tierra firme y 0.1 km² están cubiertos de agua.

## Demografía
Según el censo de 2020, en ese momento había 360 personas residiendo en la zona. La densidad de población era de 3.9 hab./km². El 98.33 % de los habitantes eran blancos, el 0.28 % era afroamericano, el 0.28 % era amerindio y el 1.11% eran de una mezcla de razas. Del total de la población, el 1.39 % eran hispanos o latinos de cualquier raza.